# Urmince
Urmince (Hongaars: Nyitraörmény) is een Slowaakse gemeente in de regio Nitra, en maakt deel uit van het district Topoľčany.
Urmince telt 1.428 inwoners.